# Орлиногорське
Орлиного́рське (каз. Орлиногорское) — село у складі Айиртауського району Північноказахстанської області Казахстану. Входить до складу Камсактинського сільського округу.
Населення — 45 осіб (2021; 117 у 2009, 192 у 1999, 171 у 1989).
Національний склад станом на 1989 рік:
- казахи — 58 %
- росіяни — 26 %.

У радянські часи село називалось Лісхоз Орлиногорський.